# Stare Miasto (Przemyśl)
Stare Miasto – osiedle administrayjne nr 1 miasta Przemyśla (jednostka pomocnicza gminy)
Położone jest w środkowej części miasta i obejmuje ulice: Aleje XXV Polskiej Drużyny Strzeleckiej, Adama Asnyka, Biskupia, Fryderyka Chopina, Generała Jarosława Dąbrowskiego, Księdza Jakuba Federkiewicza strona lewa, Franciszkańska, Aleksandra Fredry, Grodzka, Jagiellońska strona lewa, Władysława Jagiełły strona prawa, strona lewa do nr 5, Kapitulna, Karmelicka, Katedralna, Tadeusza Kościuszki, Kazimierza Wielkiego, Piotra Kmity, Świętej Królowej Jadwigi, Jana Matejki, Mostowa, Michała i Kazimierza Osińskich, Parkowa, Biskupa Józefa Sebastiana Pelczara strona lewa do nr 3, Wybrzeże Marszałka Józefa Piłsudskiego, Księdza Jerzego Popiełuszki, Plac Na Bramie, Plac Czackiego, Plac Dominikański, Plac Pułkownika Berka Joselewicza, Plac Katedralny, Plac Niepodległości, Plac Rotmistrza Witolda Pileckiego, Plac Rybi, Przecznica Wałowa, Ratuszowa, Mikołaja Reja, Różana, Rynek, Sąsiedzka, Serbańska, Henryka Sienkiewicza, Juliusza Słowackiego strona prawa do nr 10, Ojca Krystyna Szykowskiego strona prawa, Biskupa Jana Śnigurskiego, Tatarska strona prawa do nr 24, strona lewa do nr 7, Wałowa, Walerego Waygarta, Władycze, Wodna, Zamkowa, Zaułek Wojaka Szwejka.
Stanowi historyczne centrum Przemyśla. W roku 1900 Stare Miasto liczyło 16,470 mieszkańców (8,305 bez wojska), w tym 12,160 mężczyzn (3,995 bez wojska) i 4,310 kobiet.
W 2023 roku liczba mieszkańców Starego Miasta wynosiła 3127.